# Болдирів Олександр Іванович
Олександр Іванович Болдирів (* 28 вересня 1892 — † 11 серпня 1964) — підполковник Армії УНР.

## Біографія
Народився у м. Слов'янськ Катеринославської губернії.
Останнє звання у російській армії — штабс-капітан.
З 15 березня 1918 р. — командир Запорізького автопанцерного дивізіону. Згодом командир 23-го Запорозького полку ім. Яна Кармелюка.
Учасник  Першого Зимового походу (сотник). У 1921 рр. — командир 8-го Запорізького куреня ім. І. Богуна 3-ї бригади 1-ї Запорізької дивізії Армії УНР.
У липні 1943 р. вступив добровольцем до 14-ї дивізії військ СС «Галичина», у складі якої воював проти Радянської армії.
З 1945 р. мешкав на еміграції у Західній Німеччині.